# Pseudabutilon pedunculatum
Pseudabutilon pedunculatum là một loài thực vật có hoa trong họ Cẩm quỳ. Loài này được (R.E. Fr.) Krapov. mô tả khoa học đầu tiên năm 2003.